# 南苏州路
南苏州路是中國上海市一条东西向道路，沿苏州河南岸跨黄浦区、静安区两区。道路东起中山东一路，西至石门二路。全长2054米，宽3.7米到21.6米，因在苏州河南岸而得名。1858年，修筑外滩至河南中路段，初称苏州河滩路，1865年改名苏州路。20世纪初，泥城桥以东路段统称苏州路，黄河路以西路段名西苏州路，1950年改南苏州路。